# Legami di sangue (romanzo Diana Gabaldon)
Legami di sangue (Written in My Own Heart's Blood) è un romanzo fantasy scritto da Diana Gabaldon e pubblicato nel 2014. È il primo volume italiano di Written in My Own Heart's Blood, ottavo capitolo della  serie di Outlander.

## Edizioni
- Legami di sangue, Corbaccio, 2015, ISBN 978-88-6380-948-0.